# Златен фонд на Българското национално радио
Златният фонд на Българското национално радио е колекция на Българското национално радио, съхраняваща над 14 000 архивни единици музика и интервюта с български и чуждестранни писатели, поети, актьори, режисьори, композитори, певци, инструменталисти, художници, общественици, политици. Фондът има статут на национален звуков архив и е член на Международната асоциация на звуковите и аудиовизуални архиви IASA.
Звуковият архив на БНР е създаден през 1935 г. по времето на първия директор на радиото, Сирак Скитник. За официално начало на Златния фонд обаче се счита датата 27 ноември 1957 г., когато записите са организирани във ведомост.
Най-старият запис във Фонда е от 1897 г. – „Българско хоро“ от Алоис Мацак, чешки капелмайстор и композитор. Златният фонд пази документални записи с разговори с творци и общественици като Александър Теодоров-Балан, Васил Гендов, Константин Кисимов, Елин Пелин, Симеон Радев, Панчо Владигеров, Борис Христов, Аспарух Лешников, Йосиф Цанков, Гюрга Пинджурова, Паша Христова, Владимир Димитров - Майстора, Дико Илиев, Христо Проданов, Георги Аспарухов, както и речи, държани от цар Борис III, Георги Димитров, Васил Коларов, Вълко Червенков, Тодор Живков.
Сред чужденците, чиито гласове пази Златният фонд, са Джон Атанасов, Алберт Айнщайн, Рабиндранат Тагор, Лев Толстой, Сара Бернар, Жерар Филип, Сергей Есенин.
Много от изпълнителите на българска народна и поп музика са правили записи специално за архива.
Златният фонд се попълва от няколко поколения журналисти и редактори от трите програми на БНР – „Христо Ботев“, „Хоризонт“ и Радио България, както и чрез дарения от граждани.
Златният фонд става достояние на радиослушателите чрез всички програми на БНР, като най-голям принос в това има предаването „Избрано от Златния фонд на БНР“ по програма „Христо Ботев“. Излъчват се стихове в авторско изпълнение на български поети, откъси от театрални и оперни спектакли, фонограми на български филми и разнообразна музика.